# Porter (Washington)
Porter es un lugar designado por el censo ubicado en el condado de Grays Harbor en el estado estadounidense de Washington. En el año 2010 tenía una población de 207 habitantes.

## Geografía
Porter se encuentra ubicado en las coordenadas 46°56′55″N 123°16′49″O / 46.94861, -123.28028.